# Georg Amft
Georg Amft (* 25. Januar 1873 in Oberhannsdorf, Landkreis Glatz, Provinz Schlesien; † 9. März 1937 in Bad Altheide) war ein deutscher Komponist und Musiklehrer. Zu seinen Kompositionen gehören u. a. Messen, Kirchenlieder und Instrumentalmusik. Bedeutung erlangte er auch durch wissenschaftliche Arbeiten auf dem Gebiet der Volkslied- und Heimatforschung der Grafschaft Glatz.

## Leben
Georg Amft war der Sohn eines Organisten und Chorleiters. Nach Abschluss der Volksschule besuchte er die Königliche Präparandenanstalt in Bad Landeck und anschließend von 1890 bis 1893 das Lehrerseminar in Habelschwerdt. Danach erhielt er eine Hilfslehrerstelle bei Trachenberg, 1896 wurde er Lehrer bei Potsdam. Nach dem Besuch der Hochschule für Schul- und Kirchenmusik in Berlin-Charlottenburg wurde er 1901 in der Nachfolge seines Lehrers Wilhelm Kothe Musiklehrer am Habelschwerdter Lehrerseminar, wo u. a. Georg Hartmann sein Schüler war. 1911, dem Erscheinungsjahr der von ihm gesammelten und herausgegebenen „Volkslieder aus der Grafschaft Glatz“, wurde ihm der Titel „Königlicher Musikdirektor“ verliehen. 1914 wurde er zum Kriegsdienst einberufen, zwei Jahre später wurde er Musiklehrer am Lehrerseminar in Bromberg. 1919 kehrte er an das Habelschwerdter Lehrerseminar zurück. Als dieses 1927 aufgelöst wurde, war er bis 1935 Studienrat an der dortigen Aufbauschule.
Nach seiner Pensionierung 1935 ließ er sich in Bad Altheide nieder, wo er am 9. März 1937 starb. Ein Nachruf von Alois Schirdewahn erschien in der Zeitschrift des Vereins für Geschichte und Altertum Schlesiens.

## Werke (Auswahl)
- Zwei alte Weihnachtslieder aus der Grafschaft Glatz. Verlag Goerlich, Breslau, um 1900, urn:nbn:de:bvb:12-bsb00093666-8
- Volkslieder aus der Grafschaft Glatz. 1911 und 1926, Bergstadtverlag Breslau
- Katholisches Gesang- und Gebetbuch für die Grafschaft Glatz, hrsg. von Wilhelm Kothe. 6. Auflage. Frankes Verlag und Druckerei Otto Borgmeyer, Breslau 1924
- Neues Liederbuch für katholische Schulen. Verlag Wolf, Habelschwerdt
- Messe in A zu Ehren der Königin des hl. Rosenkranzes (für Chor, zwei Violinen, Viola, Violoncello, Kontrabass, Flöte, zwei Klarinetten in A, Oboe, Fagott, drei Hörner in A, Pauken in A und E und Orgel; op. 14). Verlag Coppenrath, Regensburg
- St.-Hedwigs-Brautgruß (Text von M. Herbert; für vierstimmigen gemischten Chor, zwei Solostimmen und Orgelbegleitung; op. 22). Verlag Coppenrath, Regensburg